# Caramoran
Caramoran est une municipalité des Philippines située dans l'ouest de la province de Catanduanes, sur l'île du même nom.

## Histoire
En 1948, elle a été séparée de la municipalité de Pandan.

## Barangays
La municipalité de Carmoran est divisée en 27 barangays (districts) :
- Baybay (Pob.)
- Bocon
- Bothoan (Pob.)
- Buenavista
- Bulalacao
- Camburo
- Dariao
- Datag East
- Datag West
- Guiamlong
- Hitoma
- Icanbato (Pob.)
- Inalmasinan
- Iyao
- Mabini
- Maui
- Maysuran
- Milaviga
- Obi
- Panique
- Sabangan
- Sabloyon
- Salvacion
- Supang
- Toytoy (Pob.)
- Tubli
- Tucao